# حمامة الحداد
حمامة الحداد أو الحمام الهدَّال أو حمام المطر (الاسم العلمي: Zenaida macroura)، من فصيلة طيور الحماميات. ولها خمسة أنواع فرعية. وعددها حوالي 475 مليون. وهي توجد في أمريكا الشمالية. لون حمام الحداد رمادي فاتح وبني للذكور والإناث.

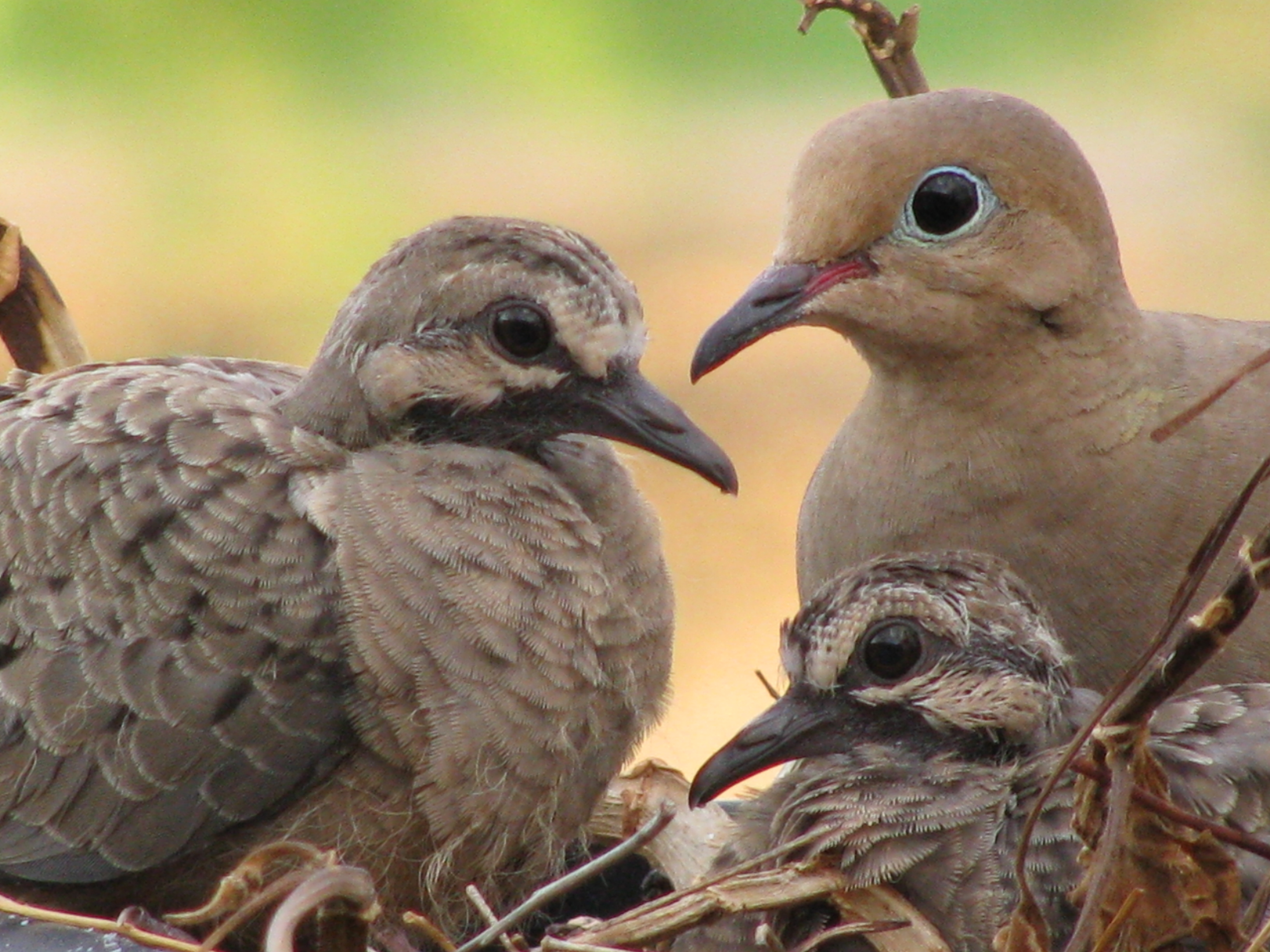
الوالدان مع اثنين من فراخمها في أريزونا

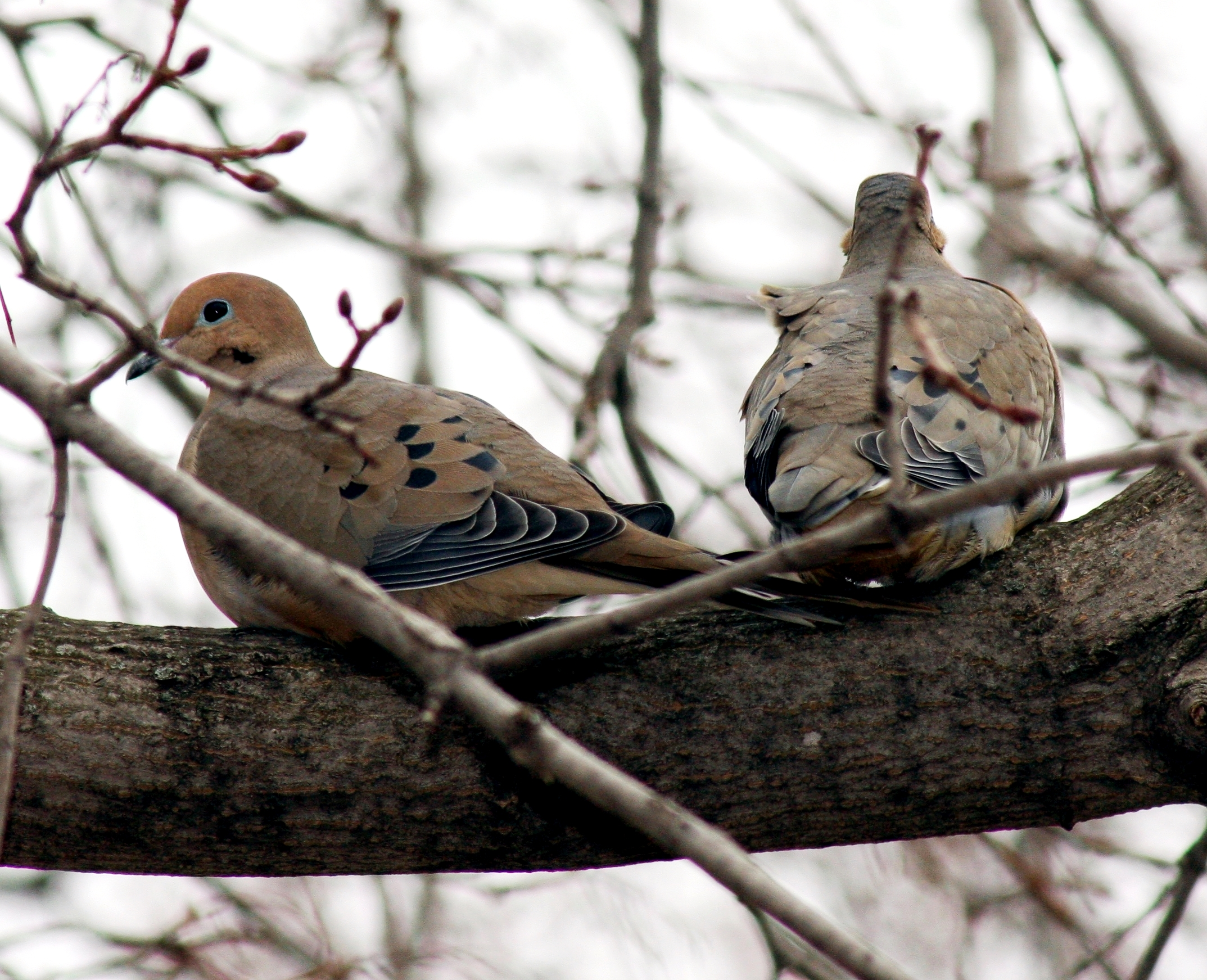
حمامتان في أواخر فصل الشتاء في ولاية مينيسوتا

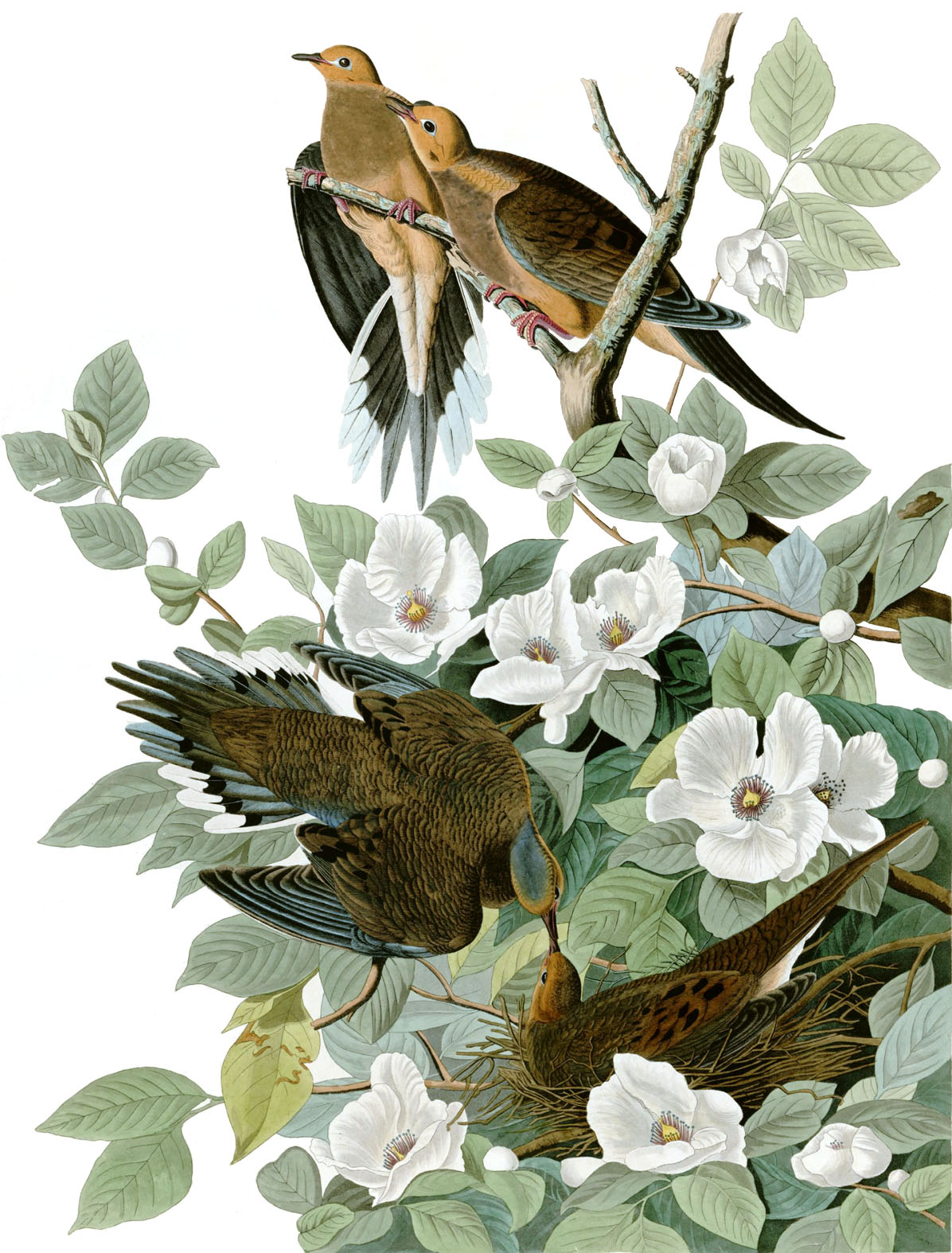
حمامة أودبون الكارولينية

## روابط خارجية
- "وسائط عن Mourning dove". إنترنت بيرد كوليكشن.
- Mourning dove - Zenaida macroura - USGS Patuxent Bird Identification InfoCenter
- Mourning dove Species Account – Cornell Lab of Ornithology
- Mourning dove Movies (Tree of Life)
- 28 Mourning Dove Photos نسخة محفوظة 27 أكتوبر 2020 على موقع واي باك مشين.
- Mourning dove Bird Sound at Florida Museum of Natural History
- Mourning dove courtship dance and mating
- معرض الصور عن Mourning dove على فيريو (جامعة دركسل)